# Tendència central

L'estatura mitjana com a resum d'una població homogènia (a baix) o heterogènia (a dalt)

En estadística, una tendència central (o, més comunament, una mesura de tendència central) és un valor central o un valor típic d'una distribució de probabilitat. Ocasionalment, s'anomena simplement mitjana; de fet, les mesures més comunes de tendència central són la mitjana aritmètica, la mediana i la moda. Una tendència central es pot calcular per un conjunt finit de valors o bé per una distribució teòrica (com, per exemple, una distribució normal). Una altra definició que utilitzen alguns autors és «la tendència de dades quantitatives a agrupar-se al voltant d'un valor central». El terme «tendència central» data de finals dels anys 1920.
Entre les mesures de tendència central hi ha:
- Mitjana aritmètica
- Mitjana ponderada
- Mitjana geomètrica
- Mitjana harmònica
- Mediana
- Moda